# Premis Pulitzer de 1919
Els següents són els Premis Pulitzer de 1919.

## Premis de periodisme
- Servei públic:
  - Milwaukee Journal, per la seva forta i valenta campanya a favor de l'americanisme en una circumscripció en la qual els elements estrangers feien que aquesta política fos perillosa des del punt de vista empresarial.[1]

## Premis de lletres i teatre
- Novel·la:
  - The Magnificent Ambersons de Booth Tarkington (Doubleday)
- Biografia o autobiografia:
  - The education of Henry Adams per Henry Adams (Houghton)

## Cites i premis especials
Aquests premis van ser possibles gràcies a una subvenció especial de The Poetry Society.
- Poesia:
  - Cornhuskers de Carl Sandburg (Holt)
  - Old Road to Paradise de Margaret Widdemer (Holt)